# فلسفه غرب
فلسفه غرب حاصل کار و تفکر فلسفی جهان غرب است و از فلسفه‌های شرقی و انواع فلسفه‌های بومی متمایز است.
از دیدگاه تاریخی، این واژهٔ نوساخته برای اشاره به اندیشهٔ فلسفی غرب به کار می‌رود که از فلسفه یونان در یونان باستان آغاز می‌شود و در نهایت، گسترهٔ وسیعی از جهان، از آمریکای شمالی گرفته تا استرالیا را دربرمی‌گیرد. برخی بر این باورند که فلسفهٔ مناطقی نظیر شمال آفریقا، برخی نواحی خاورمیانه، اروپای شرقی و غیره نیز زیرمجموعهٔ فلسفهٔ غربی قرار می‌گیرد. کلمهٔ فلسفه، خود برگرفته از زبان یونان باستان است. فیلوسوفیا (φιλοσοφία) به شکل تحت‌اللفظی به معنای «دوست‌داری دانش (دوست داشتن دانش)» است و به علم فلسفه منتهی می‌شود.
فیلوسوفوس=فیلسوف (بر مبنای اسم فاعل) به معنای دوستدار دانش است.
در بیان امروزی، فلسفه غرب، اشاره به دو سنت اصلی فلسفه معاصر دارد: فلسفه تحلیلی و فلسفه قاره‌ای.

## ریشه‌ها
قلمرو فلسفه، به معنای باستانی آن و بر مبنای نوشته‌های فیلسوفان باستان (یا دست‌کم برخی از آنان)، هرگونه تلاش فکری را شامل می‌شد؛ یعنی مسائل فلسفی، به معنای امروزی آن، را دربرمی‌گرفت ولی بسیاری نظام‌های دیگر نظیر ریاضیات محض و علوم طبیعی مانند فیزیک، اخترشناسی و زیست‌شناسی را نیز پوشش می‌داد (ارسطو، برای مثال، دربارهٔ تمام این موضوعات نوشته‌است). عبارت «فلسفه غربی» گاه غیرسودمند و مبهم است چون به گسترهٔ وسیعی از سنت‌های متمایز، گروه‌های سیاسی، گروه‌های مذهبی، و تک‌نویسنده‌ها در طول هزاران سال اشاره دارد.

## زیرمجموعه‌های فلسفه غربی
فیلسوفان غربی را عموماً به چند شاخهٔ عمده تقسیم می‌کنند. این تقسیم‌بندی بر پایهٔ پرسش‌هایی انجام می‌شود که فعالان در بخش‌های مختلف فلسفه مطرح می‌کنند. در جهان باستان، تقسیم‌بندی رواقیون از سایرین نافذتر بود و بر اساس آن فلسفه به سه بخش منطق، اخلاق و فیزیک (به معنای مطالعهٔ طبیعت جهان و مشتمل بر علوم طبیعی و متافیزیک) تقسیم می‌شد. در فلسفهٔ معاصر، متخصصان امر را معمولاً به بخش‌های متافیزیک، معرفت‌شناسی، اخلاق و زیبایی‌شناسی (و ترکیب این دوتای آخر که ارزش‌شناسی را تشکیل می‌دهند) تقسیم می‌کنند. منطق نیز گاهی به عنوان یک شاخهٔ اصلی فلسفه لحاظ می‌شود و گاهی به عنوان علمی جداگانه که بر حسب تصادف فیلسوفان نیز در زمینهٔ آن کار می‌کنند. گاهی نیز منطق یک روش منش‌نمای فلسفی محسوب می‌شود که در تمام شاخه‌های فلسفه کاربرد دارد.

## نقد و تحلیل
به‌عقیده اشپنگلر وقتی افلاطون از بشریت می‌گوید منظورش اهالی یونان است که نقطه مقابل بربرها باشند. این روش درست با طرز زندگانی و نحوه فکری دنیای عتیق مطابقت دارد و ناچار وی بر اساس این مقدمات به نتایجی می‌رسد که برای یونانی صادق و در خور اهمیت است. اما به‌عکس وقتی کانت فلسفه می‌گوید — فرضاً دربارهٔ ایده‌آل اخلاقی — مدعی است که رأی وی در مورد عموم مردمان از هر نوع و زمان بالسویه معتبر است. لیکن نکته اینجا هست که آنچه کانت «شکل‌های ضروری فکر» می‌نامد در واقع شکل‌های ضروری مغرب‌زمینی است و بس. نگاهی به آرای ارسطو و نتایج بالکل متفاوتی که او گرفته اما این نکته را روشن کرده که نه اینکه در مورد ارسطو اندیشه‌ای ناروشن‌تر (از مال کانت) هست بلکه اساساً یک نوع ذهن دیگری در کار غور و تأمل است. اگر به متفکران اروپای غربی توجه کنیم یعنی آنجا که مرکز ثقل تفلسف از دل دستگاه‌های انتزاعی به نای اخلاقیات عملی می‌سُرد و به‌جای مسئله شناخت، معمای حیات (اراده معطوف به سلطه، ارده به سوی عمل و از این قبیل) پا به میدان می‌نهد اینجا دیگر آن «آدم» انتزاعی ایده‌آل کانت مورد نظر نیست بلکه آدم واقعی -آنطور که در ازمنه تاریخی دیده‌ایم و بدویست یا بافرهنگ است و خواهان زندگی اجتماعی است- مورد نظر است.